# Nieulle-sur-Seudre
Nieulle-sur-Seudre is een gemeente in het Franse departement Charente-Maritime (regio Nouvelle-Aquitaine) en telt 713 inwoners (2004). De plaats maakt deel uit van het arrondissement Rochefort.

## Geografie
De oppervlakte van Nieulle-sur-Seudre bedraagt 21,1 km², de bevolkingsdichtheid is 33,8 inwoners per km².
De onderstaande kaart toont de ligging van Nieulle-sur-Seudre met de belangrijkste infrastructuur en aangrenzende gemeenten.

## Demografie
Onderstaande figuur toont het verloop van het inwonertal (bron: INSEE-tellingen).